# Пожидаев, Иван Ильич
Иван Ильич Пожидаев (1922 — после 1985) — советский хозяйственный, государственный и политический деятель.

## Биография
Родился в 1922 году в Тиме. Член КПСС с 1943 года.
С 1939 года — на хозяйственной, общественной и политической работе. В 1939—1986 гг. — секретарь народного суда, участник Великой Отечественной войны, инструктор, заведующий отделом райкома партии, председатель колхоза имени Жданова, председатель колхоза имени Ленина Кременицкого района Тернопольской области.
Избирался депутатом Верховного Совета СССР 9-го созыва.
Умер после 1985 года.